# Блюджекинг
Блюдже́кинг (англ. bluejacking) — способ подшучивания над владельцами мобильных телефонов, заключавшийся в отправке на них посредством технологии Bluetooth анонимных сообщений, получаемых неожиданно и как бы «из ниоткуда». Использовался в основном для развлечения и знакомства. Люди, занимавшиеся блюджекингом, называли себя «блюджекерами».
Технически блюджекинг возможен благодаря тому, что некоторые телефоны по умолчанию позволяют отправлять сообщения через протокол Bluetooth на другие телефоны. «Блюджекеры» для размещения своих посланий на телефоне получателя часто использовали контакты в телефонных книгах, где вместо имени или фамилии они размещали свои тексты.

## История блюджекинга
Автором блюджекинга считается сингапурец Эдриан Чан. В 2002 году он отправил через Bluetooth первое в мире сообщение. Адриан был в банке и от нечего делать искал с помощью своего мобильного телефона устройства со включенным модулем Bluetooth. Первым найденным устройством был телефон Nokia 7650, на который он отправил сообщение «Buy Ericsson» («Купите Ericsson»). Адриан Чианг назвал такое развлечение «bluejacking».
Впоследствии Эдриан вместе со своим знакомым разработали для платформы Symbian UIQ программу SMan, которая стала первой в своём роде программой для блюджекинга.
До недавнего времени[какого?] блюджекинг был весьма популярен, но сейчас увлечение им сошло на «нет».

## Факты
- Среди «блюджекеров» существовал негласный свод правил, предписывающий уважительное отношение к «жертве»[4][5].
- Помимо блюджекинга есть менее агрессивный способ использования технологии Bluetooth — блючакинг (англ. bluechalking), который является способом знакомства и общения посредством Bluetooth[1].